# ТЕС Рампал
ТЕС Рампал — теплова електростанція, яка споруджується на південному сході Бангладеш за десяток кілометрів на північ від розташованого у дельті Гангу порту Монгла.
До 2010-х років електроенергетика Бангладеш базувалась на використанні природного газу та нафтопродуктів. Втім, у певний момент стрімке зростання попиту на тлі здорожчання вуглеводневого палива призвела до появи численних проектів вугільних електростанцій, однією з яких стала ТЕС Рампал від компанії Bangladesh-India Friendship Power Company Ltd (BIFPCL) — спільного підприємства на паритетних засадах індійської державної National Thermal Power Corporation (NTPC) та бангладеської державної Bangladesh Power Development Board (BPDB).
Станція повинна мати два однотипні конденсаційні енергоблоки потужністю по 660 МВт, які працюватимуть за технологією ультрасуперкритичних параметрів пари.
Для охолодження використовуватимуть воду із річки Пассур, на березі якої знаходиться майданчик ТЕС.
Необхідне для проекту вугілля в обсягах 3,8 млн тон на рік збираються імпортувати з Австралії, Індонезії та ПАР. Через недостатні глибини поблизу ТЕС вуглевози зупинятимуться в районі Акрам-Пойнт (за шість десятків кілометрів нижче по течії від порту Монгла), звідки паливо доправлятимуть до причалу станції менші судна. Для розвантаження останніх спорудять причал завдовжки 1,2 км.
Для видалення продуктів згоряння ТЕС матиме димар заввишки 275 метрів.
Видача продукції відбуватиметься по ЛЕП, розрахованим на роботу під напругою 400 кВ та 220 кВ.
Первісно запуск блоків планували на лютий та серпень 2021-го. Втім, станом на кінець 2020 року готовність проекту становила лише 60 % і його поступ стримувався епідемією COVID-19 (хоча все ще анонсували введення в експлуатацію у 2021-му). Можливо відзначити, що в влітку 2020-го уряд Бангладеш розпочав обговорення плану по згортанню будівництва вугільних електростанцій або їх конверсії у газові. Втім, навіть за умови прийняття цього плану ТЕС Рампал збираються завершити за первісним проектом.